# Epischura fluviatilis
Epischura fluviatilis är en kräftdjursart som beskrevs av Herrick 1883. Epischura fluviatilis ingår i släktet Epischura och familjen Temoridae. Inga underarter finns listade i Catalogue of Life.